# Walsingham
Walsingham es una aldea situada en el distrito de North Norfolk, en el condado de Norfolk, región Este de Inglaterra, Inglaterra, Reino Unido, cerca de la ciudad de Norwich —la capital del condado— y de la costa del mar del Norte.
La parroquia civil, incluye Little Walsingham y Great Walsingham, junto con la aldea medieval despoblada de Egmere (referencia de cuadrícula TF 897 374), tiene un área de 18.98 km². En el censo de 2016, tenía una población de 808 habitantes.
Walsingham es un importante centro de peregrinación. En 1061, según la leyenda de Walsingham, una noble sajona, Richeldis de Faverches, tuvo una visión de la Virgen María en la que se le ordenó construir una réplica de la casa de la Sagrada Familia en Nazaret en honor a la Anunciación. Su apellido no aparece en el libro de Domesday. Cuando se construyó, la Casa Santa en Walsingham estaba revestida de madera y contenía una estatua de madera de una Virgen María entronizada con el niño Jesús sentado en su regazo. Entre sus reliquias estaba una ampolla de leche de la Virgen. Walsingham se convirtió en uno de los mejores lugares de peregrinación del norte de Europa y se mantuvo así durante la mayor parte de la Edad Media.

## Priorato
Un priorato de canónigos regulares se estableció en 1153, a unos pocos kilómetros del mar en la parte norte de Norfolk y creció en importancia durante los siglos siguientes. Fundada en la época de Eduardo el Confesor, la Capilla de Nuestra Señora de Walsingham fue confirmada a los canónigos agustinos un siglo más tarde dentro del priorato. Desde el principio, el santuario era un famoso lugar de peregrinación y los fieles llegaron de todas partes de Inglaterra y del continente hasta la destrucción del priorato bajo el reinado de  Enrique VIII en 1538. Hasta el día de hoy, el camino principal de los peregrinos a través de Newmarket, Brandon y Fakenham todavía se llama Camino de los Palmeros (Peregrinos).
Muchos fueron los regalos de tierras, rentas e iglesias para los canónigos de Walsingham y muchos fueron los milagros buscados y reclamados en el santuario. Varios reyes ingleses visitaron el santuario, incluyendo a Enrique III (1231 o 1241), Eduardo I (1289 y 1296), Eduardo II (1315), Eduardo III (1361), Enrique VI (1455), Enrique VII (1487) y finalmente Enrique VIII, que era más tarde fue responsable de su destrucción cuando el santuario y la abadía perecieron en la Disolución de los monasterios. Erasmo, en cumplimiento de un voto, hizo una peregrinación desde Cambridge en 1511 y dejó como ofrenda un conjunto de versos griegos expresivos de su piedad. Trece años más tarde escribió su coloquio sobre las peregrinaciones, en el que se exponen la riqueza y la magnificencia de Walsingham y se racionalizan algunos de los milagros reputados. Dos de las esposas de Enrique VIII, Catalina de Aragón y Ana Bolena, hicieron peregrinaciones al santuario.
En 1537, mientras el último prior, Richard Vowell, estaba rindiendo cuentas con Thomas Cromwell, el subprior, Nicholas Mileham, fue acusado de conspirar para rebelarse contra la supresión de los monasterios, fue declarado culpable de alta traición y colgado fuera de las paredes del Priorato. Once personas en total, incluyendo dos coristas que habían sido instrumentales en la organización de la revuelta fueron ahorcados, arrastrados y descuartizados. Lo que temían que sucediera se produjo el año siguiente. En julio, el Prior Vowell accedió a la destrucción del Priorato de Walsingham y ayudó a los comisionados del rey a quitar la figura de Nuestra Señora y muchos de los ornamentos de oro y plata y en la expoliación general del santuario. Por su fácil cumplimiento, el Prior recibió una pensión de 100 libras al año, una gran suma en esos días, mientras que 15 de los canónigos recibieron pensiones que variaban de 4 a 6 libras. Con el santuario desmantelado y el priorato destruido, el sitio fue vendido por orden de Enrique VIII a Thomas Sidney por 90 libras y una mansión privada fue erigida posteriormente en el lugar. El oro y la plata del santuario fueron llevados a Londres junto con la estatua de la virgen que luego fue quemada.
La caída del monasterio dio lugar a la balada isabelina anónima, The Walsingham Lament, sobre lo que la gente de Norfolk sintió al perder el Santuario de Nuestra Señora de Walsingham:
Weep, weep, O Walsingham,
Whose days are nights,
Blessings turned to blasphemies,
Holy deeds to despites.
Sin is where our Lady sat,
Heaven turned is to hell;
Satan sits where Our Lord did sway,
Walsingham, O farewell!
Traducido literalmente:
Llora, llora, oh Walsingham,
cuyos días son noches, 
las bendiciones se convirtieron en blasfemias,
actos sagrados para los desprecios.
El pecado es donde Nuestra Señora se sentó,
el cielo se convirtió en el infierno, 
Satanás se sienta donde nuestro Señor influyó,
Walsingham, ¡oh adiós!